# West City (Illinois)
West City est un village du comté de Franklin dans l'Illinois, aux États-Unis,. Situé au centre du comté, il est incorporé le 10 juillet 1911.

## Démographie
Lors du recensement de 2010, le village comptait une population de 661 habitants. Elle est estimée, en 2016, à 650 habitants.

## Source de la traduction
- (en) Cet article est partiellement ou en totalité issu de l’article de Wikipédia en anglais intitulé « West City, Illinois » (voir la liste des auteurs).